# Powiat de Wodzisław

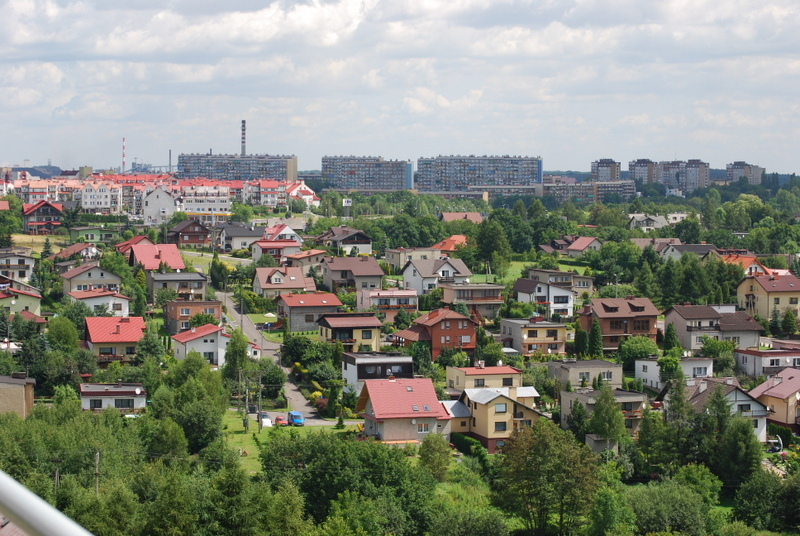
Wodzisław Śląski, chef-lieu de district.

Le powiat de Wodzisław Śląski (en polonais : powiat wodzisławski) est un powiat appartenant à la voïvodie de Silésie, dans le sud de la Pologne. 

## Division administrative
Le powiat de Wodzisław Śląski compte 9 communes :
- 4 communes urbaines : Pszów, Radlin, Rydułtowy et Wodzisław Śląski ;
- 5 communes rurales : Godów, Gorzyce, Lubomia, Marklowice et Mszana.